# Bunodactis mortenseni
Bunodactis mortenseni is een zeeanemonensoort uit de familie Actiniidae.
Bunodactis mortenseni is voor het eerst wetenschappelijk beschreven door Carlgren in 1924.